# Kendra
Kendra – program typu reality show pokazujący życie Kendry Baskett i jej męża Hanka Basketta.

## Obsada
- Kendra Wilkinson, właśc. Kendra Leigh Wilkinson (ur. 12 czerwca 1985 w San Diego) – była gwiazdą znanego programu Króliczki Playboya (wraz z Holly Madison i Bridget Marquardt), gdzie zamieszkiwała w rezydencji „Playboya” u Hugh Hefnera. Wynajęła dom w dolinie Los Angeles.

- Hank Baskett, właśc. Henry Baskett (ur. 4 września 1982 w Clovis) – gracz futbolu amerykańskiego. Jest mężem Kendry Wilkinson, z którą będą mieli dziecko.

- Brittany Binger, właśc. Brittnany Binger (ur. 24 marca 1987 w Bellevue) – najbliższa przyjaciółka Kendry Wilkinson.

- Amber Campisi, właśc. Amby Lynn Campisi (ur. 21 czerwca 1981 w Dallas) – także jedna z najbliższych przyjaciółek Kendry Wilkinson. Towarzyszy jej w wielu imprezach i najważniejszych wydarzeniach.

## Goście
- Bridget Marquardt
- Holly Madison
- Hugh Hefner
- Jonny Makeup
- Too $hort
- Crystal Harris
- Keith Hefner
- Kristina i Karissa Shannon
- Jon Dorenbos

## Sezony
| Sezon   | Odcinki # | Start               | Koniec programu |
| ------- | --------- | ------------------- | --------------- |
| 1 sezon | 12        | 7 czerwca 2009      | 9 sierpnia 2009 |
| 2 sezon | 13        | 15 stycznia 2010    | 31 maja 2010    |
| 3 sezon | 10        | 7 października 2010 | 9 stycznia 2011 |

### Seria 1
| Numer odcinka | Odcinki                          | Data premiery w USA | Występujące gwiazdy                                                                                     |
| ------------- | -------------------------------- | ------------------- | --- |
| 01            | Un-Rappin                        | 7 czerwca           | Mary O’Connor, Hugh Hefner, Stacy Burke i Bridget Marquardt                                             |
| 02            | The Ex Files                     | 7 czerwca 2009      | Hugh Hefner i Mary O’Connor.                                                                            |
| 03            | Baskett Cases                    | 14 czerwca 2009     | Amber Campisi                                                                                           |
| 04            | Lust in America                  | 21 czerwca 2009     | Brittany Binger i Amber Campisi                                                                         |
| 05            | A Star is Shorn                  | 28 czerwca 2009     | Amber Campisi, Brittany Binger, Patti Wilkinson, Mary Stotz, Colin Wilkinson, Johnny Makeup i Too Short |
| 06            | No Hanky Panky                   | 5 lipca 2009        | Johnny Makeup Himself, Destiny Davis, Amber Campisi i Brittany Binger                                   |
| 07            | Bridal Sweets                    | 12 lipca 2009       | Bridget Marquardt                                                                                       |
| 08            | Between a Crock and a Hard Place | 19 lipca 2009       | Holly Madison                                                                                           |
| 09            | Preggers Can’t Be Choosers       | 26 lipca 2009       | |
| 10            | Undress Rehearsal                | 2 sierpnia 2009     | |
| 11            | Let Them eat Wedding Cake        | 2 sierpnia 2009     | |
| 12            | Keepin’ It Real                  | 9 sierpnia 2009     | Bridget Marquardt                                                                                       |

### Seria 2
| Numer odcinka        | Odcinki                            | Data premiery w USA | Występujące gwiazdy                             |
| -------------------- | ---------------------------------- | ------------------- | ----------------------------------------------- |
| 13 ODCINEK SPECJALNY | Here Comes Baby                    | 15 stycznia 2010    |                                                 |
| 14                   | Date Night                         | 14 marca 2010       |                                                 |
| 15                   | Three Girls and a Baby             | 21 marca 2010       |                                                 |
| 16                   | The Big Game                       | 28 marca 2010       |                                                 |
| 17                   | With a Little Help From My Friends | 11 kwietnia 2010    | Holly Madison i Bridget Marquardt               |
| 18                   | Are We There Yet?                  | 18 kwietnia 2010    | Holly Madison i Bridget Marquardt               |
| 19                   | Me Tarzana, You Kendra             | 25 kwietnia 2010    |                                                 |
| 20                   | Let Them Eat Cupcakes              | 2 maja 2010         | Bridget Marquardt, Hugh Hefner i Crystal Harris |
| 21                   | The Eagle Has Landed               | 9 maja 2010         | Bridget Marquardt                               |
| 22                   | GILF Trip                          | 16 maja 2010        | Bridget Marquardt                               |
| 23                   | Here’s Looking at You, Kendra      | 23 maja 2010        |                                                 |
| 24                   | Chips Ahoy                         | 30 maja 2010        |                                                 |
| 25                   | True Confessions                   | 31 maja 2010        |                                                 |

### Seria 3
| Numer odcinka | Odcinki                 | Data premiery w USA  |
| ------------- | ----------------------- | -------------------- |
| 26            | Welcome to Philadelphia | 7 października 2010  |
| 27            | Let the Games Begin     | 14 października 2010 |
| 28            | Fashion Weak            | 21 października 2010 |
| 29            | The Unkindest Cut       | 28 października 2010 |
| 30            | Interception            | 5 grudnia 2010       |
| 31            | Bye-Bye, Bye Week       | 12 grudnia 2010      |
| 32            | Come Out As You Are     | 19 grudnia 2010      |
| 33            | It’s All Relative       | 26 grudnia 2010      |
| 34            | Out with It             | 2 stycznia 2011      |
| 35            | Reunion                 | 9 stycznia 2011      |